# Pachomius dybowskii
Pachomius dybowskii là một loài nhện trong họ Salticidae.
Loài này thuộc chi Pachomius. Pachomius dybowskii được Władysław Taczanowski miêu tả năm 1871.